# Уральские войсковые ведомости
«Уральские войсковые ведомости» (рус. дореф. Уральскія войсковыя вѣдомости) — первая газета, издававшаяся в Уральске, выходила еженедельно с 1867 по 1918 год.
Официальный орган печати Войскового правления Уральского казачьего войска. Газета выходила еженедельно, начиная с 1 января 1867 года, и состояла из официального и неофициального отделов. В официальном отделе публиковались правительственные распоряжения по Уральскому казачьему войску, приказы военного губернатора Уральской области, приказы наказного атамана Войска, определения Войскового хозяйственного управления, казённые объявления, доклады официальных лиц. В неофициальном отделе — материалы о положении в стране и мире, местная войсковая хроника, некрологи, погода, статьи и воспоминания по истории Войска.
В газете печатались рассказы, исторические и бытовые очерки известных уральских писателей и краеведов: И. И. Железнова, Н. Ф. Савичева, А. Л. Гуляева, Н. Г. Мякушина, А. Б. Карпова и других. В 1917 году газета была переименована в «Яицкую Волю», которая выходила в 1918—1919 годах.
Издание «Уральские Войсковые Ведомости» получило второе рождение летом 2012 года. В настоящее время издается как глянцевый цветной журнал о Приуралье и уральских (яицких) казаках, включающий в себя разделы: история, Вера, современность, культура, литература. Издается под редакцией Д. Дубровина, С. Иртикеева, В. Кутищева, Г. Черыкаева.